# Список астероїдів (13601—13700)
| Назва                             | Тимчасове позначення | Дата відкриття    | Місце відкриття                  | Відкривач                      |
| --------------------------------- | -------------------- | ----------------- | -------------------------------- | ------------------------------ |
| (13601) 1994 PU29                 | 1994 PU29            | 12 серпня 1994    | Обсерваторія Ла-Сілья            | Ерік Вальтер Ельст             |
| (13602) 1994 PB36                 | 1994 PB36            | 10 серпня 1994    | Обсерваторія Ла-Сілья            | Ерік Вальтер Ельст             |
| (13603) 1994 PV37                 | 1994 PV37            | 10 серпня 1994    | Обсерваторія Ла-Сілья            | Ерік Вальтер Ельст             |
| (13604) 1994 PA39                 | 1994 PA39            | 10 серпня 1994    | Обсерваторія Ла-Сілья            | Ерік Вальтер Ельст             |
| 13605 Nakamuraminoru              | 1994 RV              | 1 вересня 1994    | Обсерваторія Кітамі              | Кін Ендате, Кадзуро Ватанабе   |
| 13606 Бін (Bean)                  | 1994 RN5             | 11 вересня 1994   | Обсерваторія Кітт-Пік            | Spacewatch                     |
| 13607 Вікарс (Vicars)             | 1994 SH11            | 29 вересня 1994   | Обсерваторія Кітт-Пік            | Spacewatch                     |
| 13608 Andosatoru                  | 1994 TQ1             | 2 жовтня 1994     | Обсерваторія Кітамі              | Кін Ендате, Кадзуро Ватанабе   |
| 13609 Левіцкі (Lewicki)           | 1994 TK11            | 10 жовтня 1994    | Обсерваторія Кітт-Пік            | Spacewatch                     |
| 13610 Лілієнталь (Lilienthal)     | 1994 TS16            | 5 жовтня 1994     | Обсерваторія Карла Шварцшильда   | Ф. Бернґен                     |
| (13611) 1994 UM1                  | 1994 UM1             | 25 жовтня 1994    | Обсерваторія Кушіро              | Сейджі Уеда, Хіроші Канеда     |
| (13612) 1994 UQ1                  | 1994 UQ1             | 25 жовтня 1994    | Обсерваторія Кушіро              | Сейджі Уеда, Хіроші Канеда     |
| (13613) 1994 UA3                  | 1994 UA3             | 26 жовтня 1994    | Обсерваторія Кушіро              | Сейджі Уеда, Хіроші Канеда     |
| (13614) 1994 VF2                  | 1994 VF2             | 8 листопада 1994  | Обсерваторія Кійосато            | Сатору Отомо                   |
| 13615 Мануліс (Manulis)           | 1994 WP13            | 28 листопада 1994 | Паломарська обсерваторія         | Керолін Шумейкер, Девід Леві   |
| (13616) 1994 XQ4                  | 1994 XQ4             | 7 грудня 1994     | Обсерваторія Оїдзумі             | Такао Кобаяші                  |
| (13617) 1994 YA2                  | 1994 YA2             | 29 грудня 1994    | Огляд Каталіна                   | Тімоті Спар                    |
| (13618) 1995 BF2                  | 1995 BF2             | 30 січня 1995     | Обсерваторія Оїдзумі             | Такао Кобаяші                  |
| (13619) 1995 DN1                  | 1995 DN1             | 22 лютого 1995    | Обсерваторія Оїдзумі             | Такао Кобаяші                  |
| 13620 Мойнган (Moynahan)          | 1995 FM3             | 23 березня 1995   | Обсерваторія Кітт-Пік            | Spacewatch                     |
| (13621) 1995 GC7                  | 1995 GC7             | 1 квітня 1995     | Обсерваторія Наті-Кацуура        | Йошісада Шімідзу, Такеші Урата |
| 13622 Макартур (McArthur)         | 1995 HY2             | 26 квітня 1995    | Обсерваторія Кітт-Пік            | Spacewatch                     |
| (13623) 1995 TD                   | 1995 TD              | 3 жовтня 1995     | Обсерваторія Садбері             | Денніс ді Сікко                |
| 13624 Абеосаму (Abeosamu)         | 1995 UO3             | 17 жовтня 1995    | Обсерваторія Наніо               | Томімару Окуні                 |
| (13625) 1995 UP3                  | 1995 UP3             | 20 жовтня 1995    | Обсерваторія Оїдзумі             | Такао Кобаяші                  |
| (13626) 1995 UD4                  | 1995 UD4             | 20 жовтня 1995    | Обсерваторія Оїдзумі             | Такао Кобаяші                  |
| 13627 Yukitamayo                  | 1995 VP1             | 15 листопада 1995 | Обсерваторія Кітамі              | Кін Ендате, Кадзуро Ватанабе   |
| (13628) 1995 WE                   | 1995 WE              | 16 листопада 1995 | Обсерваторія Оїдзумі             | Такао Кобаяші                  |
| (13629) 1995 WD2                  | 1995 WD2             | 18 листопада 1995 | Обсерваторія Оїдзумі             | Такао Кобаяші                  |
| (13630) 1995 WO3                  | 1995 WO3             | 21 листопада 1995 | Фарра-д'Ізонцо                   | Фарра-д'Ізонцо                 |
| (13631) 1995 WL5                  | 1995 WL5             | 24 листопада 1995 | Обсерваторія Оїдзумі             | Такао Кобаяші                  |
| (13632) 1995 WP8                  | 1995 WP8             | 18 листопада 1995 | Обсерваторія Кушіро              | Сейджі Уеда, Хіроші Канеда     |
| 13633 Айвенс (Ivens)              | 1995 WW17            | 17 листопада 1995 | Обсерваторія Кітт-Пік            | Spacewatch                     |
| (13634) 1995 WY41                 | 1995 WY41            | 16 листопада 1995 | Обсерваторія Кушіро              | Сейджі Уеда, Хіроші Канеда     |
| (13635) 1995 WA42                 | 1995 WA42            | 22 листопада 1995 | Гарвардська обсерваторія         | Обсерваторія Ок-Ридж           |
| (13636) 1995 YS2                  | 1995 YS2             | 22 грудня 1995    | Обсерваторія Ніхондайра          | Такеші Урата                   |
| (13637) 1995 YO3                  | 1995 YO3             | 27 грудня 1995    | Обсерваторія Оїдзумі             | Такао Кобаяші                  |
| 13638 Фіоренца (Fiorenza)         | 1996 CJ7             | 14 лютого 1996    | Обсерваторія Азіаґо              | Маура Томбеллі, Уліссе Мунарі  |
| (13639) 1996 EG2                  | 1996 EG2             | 10 березня 1996   | Обсерваторія Кушіро              | Сейджі Уеда, Хіроші Канеда     |
| 13640 Ohtateruaki                 | 1996 GV1             | 12 квітня 1996    | Обсерваторія Кітамі              | Кін Ендате, Кадзуро Ватанабе   |
| 13641 de Lesseps                  | 1996 GM20            | 15 квітня 1996    | Обсерваторія Ла-Сілья            | Ерік Вальтер Ельст             |
| 13642 Ріккі (Ricci)               | 1996 HX              | 19 квітня 1996    | Прескоттська обсерваторія        | Пол Комба                      |
| 13643 Такусі (Takushi)            | 1996 HC1             | 21 квітня 1996    | Яцука                            | Хіросі Абе                     |
| (13644) 1996 HR10                 | 1996 HR10            | 17 квітня 1996    | Обсерваторія Ла-Сілья            | Ерік Вальтер Ельст             |
| (13645) 1996 HF11                 | 1996 HF11            | 17 квітня 1996    | Обсерваторія Ла-Сілья            | Ерік Вальтер Ельст             |
| (13646) 1996 HC12                 | 1996 HC12            | 17 квітня 1996    | Обсерваторія Ла-Сілья            | Ерік Вальтер Ельст             |
| 13647 Рей (Rey)                   | 1996 HR24            | 20 квітня 1996    | Обсерваторія Ла-Сілья            | Ерік Вальтер Ельст             |
| (13648) 1996 JJ1                  | 1996 JJ1             | 15 травня 1996    | Обсерваторія Галеакала           | NEAT                           |
| (13649) 1996 PM4                  | 1996 PM4             | 12 серпня 1996    | Обсерваторія Галеакала           | NEAT                           |
| 13650 Perimedes                   | 1996 TN49            | 4 жовтня 1996     | Обсерваторія Ла-Сілья            | Ерік Вальтер Ельст             |
| (13651) 1997 BR                   | 1997 BR              | 20 січня 1997     | Станція Сінлун                   | SCAP                           |
| 13652 Еловіц (Elowitz)            | 1997 BV8             | 31 січня 1997     | Обсерваторія Кітт-Пік            | Spacewatch                     |
| 13653 Пріск (Priscus)             | 1997 CT16            | 9 лютого 1997     | Коллеверде ді Ґвідонія           | Вінченцо Касуллі               |
| 13654 Masuda                      | 1997 CV21            | 9 лютого 1997     | Обсерваторія Тітібу              | Наото Сато                     |
| (13655) 1997 ER2                  | 1997 ER2             | 4 березня 1997    | Обсерваторія Оїдзумі             | Такао Кобаяші                  |
| (13656) 1997 EX45                 | 1997 EX45            | 15 березня 1997   | Станція Сінлун                   | SCAP                           |
| 13657 Badinter                    | 1997 EB54            | 8 березня 1997    | Обсерваторія Ла-Сілья            | Ерік Вальтер Ельст             |
| 13658 Сильвестер (Sylvester)      | 1997 FB              | 18 березня 1997   | Прескоттська обсерваторія        | Пол Комба                      |
| (13659) 1997 FH4                  | 1997 FH4             | 31 березня 1997   | Сокорро (Нью-Мексико)            | LINEAR                         |
| (13660) 1997 GE8                  | 1997 GE8             | 2 квітня 1997     | Сокорро (Нью-Мексико)            | LINEAR                         |
| (13661) 1997 GH8                  | 1997 GH8             | 2 квітня 1997     | Сокорро (Нью-Мексико)            | LINEAR                         |
| (13662) 1997 GL11                 | 1997 GL11            | 3 квітня 1997     | Сокорро (Нью-Мексико)            | LINEAR                         |
| (13663) 1997 GA14                 | 1997 GA14            | 3 квітня 1997     | Сокорро (Нью-Мексико)            | LINEAR                         |
| (13664) 1997 GE17                 | 1997 GE17            | 3 квітня 1997     | Сокорро (Нью-Мексико)            | LINEAR                         |
| (13665) 1997 GK17                 | 1997 GK17            | 3 квітня 1997     | Сокорро (Нью-Мексико)            | LINEAR                         |
| (13666) 1997 GX22                 | 1997 GX22            | 6 квітня 1997     | Сокорро (Нью-Мексико)            | LINEAR                         |
| 13667 Семтурман (Samthurman)      | 1997 GT37            | 5 квітня 1997     | Обсерваторія Галеакала           | NEAT                           |
| 13668 Таннер (Tanner)             | 1997 HQ1             | 28 квітня 1997    | Обсерваторія Кітт-Пік            | Spacewatch                     |
| 13669 Swammerdam                  | 1997 JS14            | 3 травня 1997     | Обсерваторія Ла-Сілья            | Ерік Вальтер Ельст             |
| (13670) 1997 JD15                 | 1997 JD15            | 3 травня 1997     | Обсерваторія Ла-Сілья            | Ерік Вальтер Ельст             |
| (13671) 1997 JH18                 | 1997 JH18            | 3 травня 1997     | Обсерваторія Ла-Сілья            | Ерік Вальтер Ельст             |
| 13672 Тарскі (Tarski)             | 1997 KH              | 30 травня 1997    | Прескоттська обсерваторія        | Пол Комба                      |
| 13673 Урисон (Urysohn)            | 1997 LC              | 1 червня 1997     | Прескоттська обсерваторія        | Пол Комба                      |
| 13674 Бурже (Bourge)              | 1997 MJ2             | 30 червня 1997    | Коссоль                          | ODAS                           |
| (13675) 1997 MZ2                  | 1997 MZ2             | 28 червня 1997    | Сокорро (Нью-Мексико)            | LINEAR                         |
| (13676) 1997 MA4                  | 1997 MA4             | 28 червня 1997    | Сокорро (Нью-Мексико)            | LINEAR                         |
| 13677 Алвін (Alvin)               | 1997 NK1             | 2 липня 1997      | Обсерваторія Кітт-Пік            | Spacewatch                     |
| 13678 Сімада (Shimada)            | 1997 NE11            | 6 липня 1997      | Обсерваторія Наніо               | Томімару Окуні                 |
| 13679 Shinanogawa                 | 1997 OZ1             | 29 липня 1997     | Обсерваторія Наніо               | Томімару Окуні                 |
| (13680) 1997 PY                   | 1997 PY              | 4 серпня 1997     | Коссоль                          | ODAS                           |
| 13681 Монті Пайтон (Monty Python) | 1997 PY1             | 7 серпня 1997     | Обсерваторія Клеть               | Мілош Тіхі, Зденек Моравец     |
| 13682 Пресберґер (Pressberger)    | 1997 PG3             | 10 серпня 1997    | Лінц                             | Е. Мейєр, Герберт Рааб         |
| (13683) 1997 PV3                  | 1997 PV3             | 8 серпня 1997     | Станція Сінлун                   | SCAP                           |
| 13684 Борбона (Borbona)           | 1997 QQ2             | 27 серпня 1997    | Коллеверде ді Ґвідонія           | Вінченцо Касуллі               |
| (13685) 1997 QG4                  | 1997 QG4             | 27 серпня 1997    | Обсерваторія Наті-Кацуура        | Йошісада Шімідзу, Такеші Урата |
| 13686 Kongozan                    | 1997 QS4             | 30 серпня 1997    | Обсерваторія Наніо               | Томімару Окуні                 |
| (13687) 1997 RB7                  | 1997 RB7             | 7 вересня 1997    | Чорч Стреттон                    | Стівен Лорі                    |
| 13688 Оклахома (Oklahoma)         | 1997 RJ7             | 9 вересня 1997    | Обсерваторія Зено                | Том Стаффорд                   |
| 13689 Суччі (Succi)               | 1997 RO7             | 9 вересня 1997    | Сормано                          | В. Джуліані                    |
| 13690 Леслімартін (Lesleymartin)  | 1997 RG9             | 8 вересня 1997    | Королівська обсерваторія Бельгії | Тьєрі Повель                   |
| 13691 Акіе (Akie)                 | 1997 SL16            | 30 вересня 1997   | Хадано                           | Ацуо Асамі                     |
| (13692) 1997 SW30                 | 1997 SW30            | 27 вересня 1997   | Обсерваторія Чрні Врх            | Герман Мікуж                   |
| 13693 Бондар (Bondar)             | 1997 TW15            | 4 жовтня 1997     | Обсерваторія Кітт-Пік            | Spacewatch                     |
| (13694) 1997 WW7                  | 1997 WW7             | 23 листопада 1997 | Обсерваторія Тітібу              | Наото Сато                     |
| (13695) 1998 FO52                 | 1998 FO52            | 20 березня 1998   | Сокорро (Нью-Мексико)            | LINEAR                         |
| (13696) 1998 HU43                 | 1998 HU43            | 20 квітня 1998    | Сокорро (Нью-Мексико)            | LINEAR                         |
| (13697) 1998 HJ133                | 1998 HJ133           | 19 квітня 1998    | Сокорро (Нью-Мексико)            | LINEAR                         |
| (13698) 1998 KF35                 | 1998 KF35            | 22 травня 1998    | Сокорро (Нью-Мексико)            | LINEAR                         |
| 13699 Ніктомас (Nickthomas)       | 1998 MU7             | 18 червня 1998    | Станція Андерсон-Меса            | LONEOS                         |
| 13700 Коннорс (Connors)           | 1998 MM36            | 26 червня 1998    | Обсерваторія Кітт-Пік            | Spacewatch                     |

| ← Астероїди 10001—20000 → |             |             |             |             |             |             |             |             |             |
| 10001—10100               | 11001—11100 | 12001—12100 | 13001—13100 | 14001—14100 | 15001—15100 | 16001—16100 | 17001—17100 | 18001—18100 | 19001—19100 |
| 10101—10200               | 11101—11200 | 12101—12200 | 13101—13200 | 14101—14200 | 15101—15200 | 16101—16200 | 17101—17200 | 18101—18200 | 19101—19200 |
| 10201—10300               | 11201—11300 | 12201—12300 | 13201—13300 | 14201—14300 | 15201—15300 | 16201—16300 | 17201—17300 | 18201—18300 | 19201—19300 |
| 10301—10400               | 11301—11400 | 12301—12400 | 13301—13400 | 14301—14400 | 15301—15400 | 16301—16400 | 17301—17400 | 18301—18400 | 19301—19400 |
| 10401—10500               | 11401—11500 | 12401—12500 | 13401—13500 | 14401—14500 | 15401—15500 | 16401—16500 | 17401—17500 | 18401—18500 | 19401—19500 |
| 10501—10600               | 11501—11600 | 12501—12600 | 13501—13600 | 14501—14600 | 15501—15600 | 16501—16600 | 17501—17600 | 18501—18600 | 19501—19600 |
| 10601—10700               | 11601—11700 | 12601—12700 | 13601—13700 | 14601—14700 | 15601—15700 | 16601—16700 | 17601—17700 | 18601—18700 | 19601—19700 |
| 10701—10800               | 11701—11800 | 12701—12800 | 13701—13800 | 14701—14800 | 15701—15800 | 16701—16800 | 17701—17800 | 18701—18800 | 19701—19800 |
| 10801—10900               | 11801—11900 | 12801—12900 | 13801—13900 | 14801—14900 | 15801—15900 | 16801—16900 | 17801—17900 | 18801—18900 | 19801—19900 |
| 10901—11000               | 11901—12000 | 12901—13000 | 13901—14000 | 14901—15000 | 15901—16000 | 16901—17000 | 17901—18000 | 18901—19000 | 19901—20000 |